# Kriegerdenkmal (Höhfröschen)

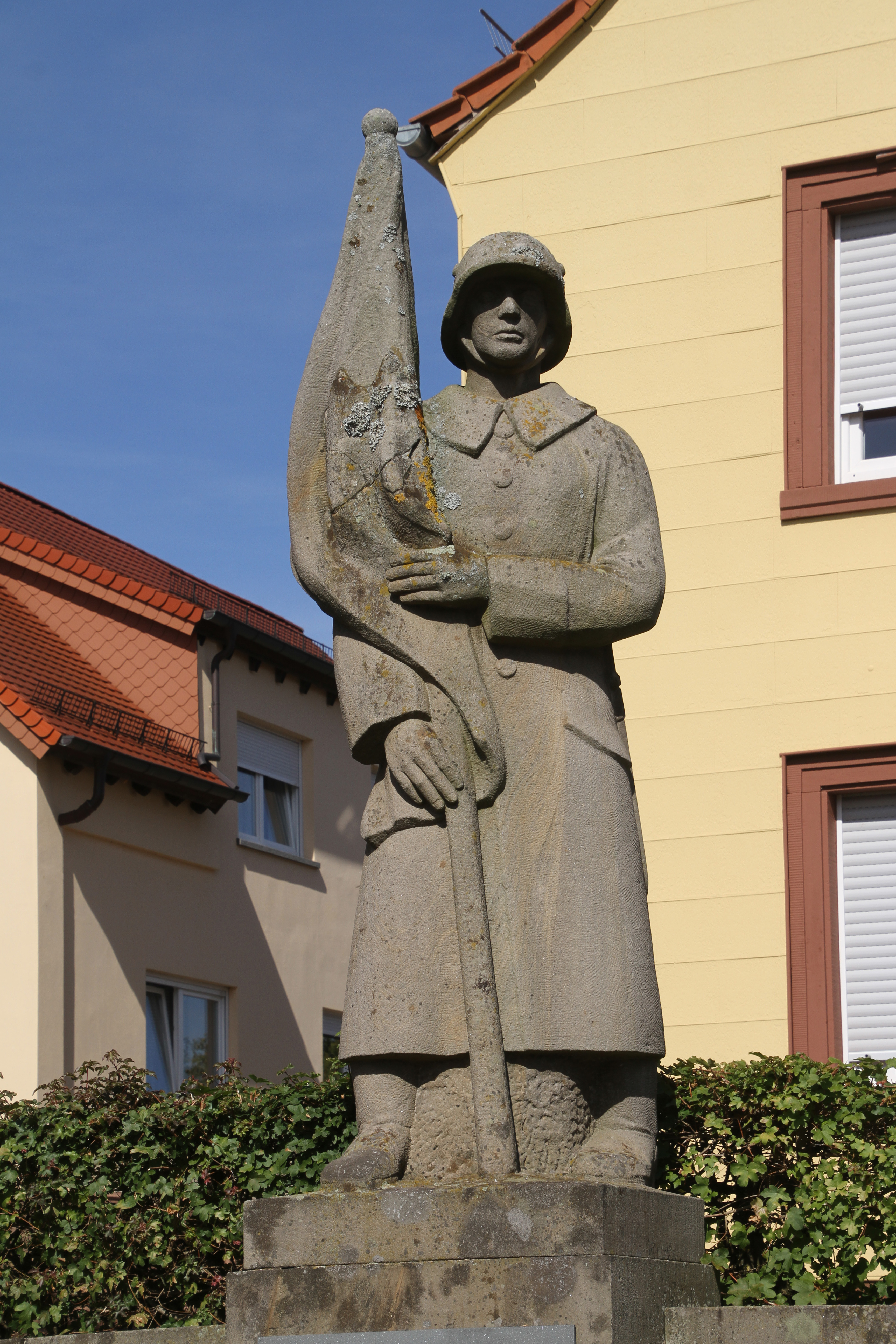

Das Kriegerdenkmal von Höhfröschen, einer Ortsgemeinde im Landkreis Südwestpfalz in Rheinland-Pfalz, befindet sich innerorts an der Hauptstraße und gilt als Kulturdenkmal.
Das Denkmal ergänzt in der nach altem Vorbild neu gestalteten Mitteltafel das Eiserne Kreuz mit dem Motto DER FAHNE TREU BIS IN DEN TOD durch eine leichte Veränderung des Daten-Teils. Es heißt nun DEN GEFALLENEN DER WELTKRIEGE 1914/18 – 1939/45. 
Koordinaten: 49° 14′ 50,1″ N, 7° 33′ 49,9″ O